# Schönbach (Autriche)
Pour les articles homonymes, voir Schönbach.
Schönbach est une commune autrichienne du district de Zwettl en Basse-Autriche.

## Jumelage
- Herborn (Allemagne) depuis 1989[2]